# Šest starých pecí
Šest starých pecí (japonsky 六古窯, rokkojó), někdy též šest starověkých pecí, je termín popisující šest reprezentativních center výroby japonské keramiky, jejichž tradice sahá až do období Kamakura. Výběr těchto oblastí provedl japonský hrnčíř a výzkumník Fudžijo Kojama (japonsky 小山富士夫, 1900–1975) s ohledem na použití různých keramických pecí a stylu vyrobené keramiky. V oblastech zahrnutých do tohoto výběru jsou provozována významná keramická centra i v současnosti.

## Popis jednotlivých oblastí

### Bizen
Bizen (japonsky 備前焼, bizen-jaki) je typ japonské keramiky tradičně pocházející z provincie Bizen, která je v současnosti součástí prefektury Okajama.
Původ je datován od 12. století, ale svého vrcholu dosáhla v 16. století s rozvojem čajového obřadu. Hrnčíři zjistili, že hlínu, která byla pro výrobu keramiky méně vhodná, lze snadno zpracovat vypalováním při nízkých teplotách po velmi dlouhou dobu až 60 dní. Při tvorbě byly oblíbené povrchové textury, jako je gomayu („glazura ze sezamových semínek“) a hidasuki („ohnivý pruh“). Druhé jmenované se dosahovalo obalováním keramiky slámou, která při výpalu hoří a zanechává tmavě červené pruhy.

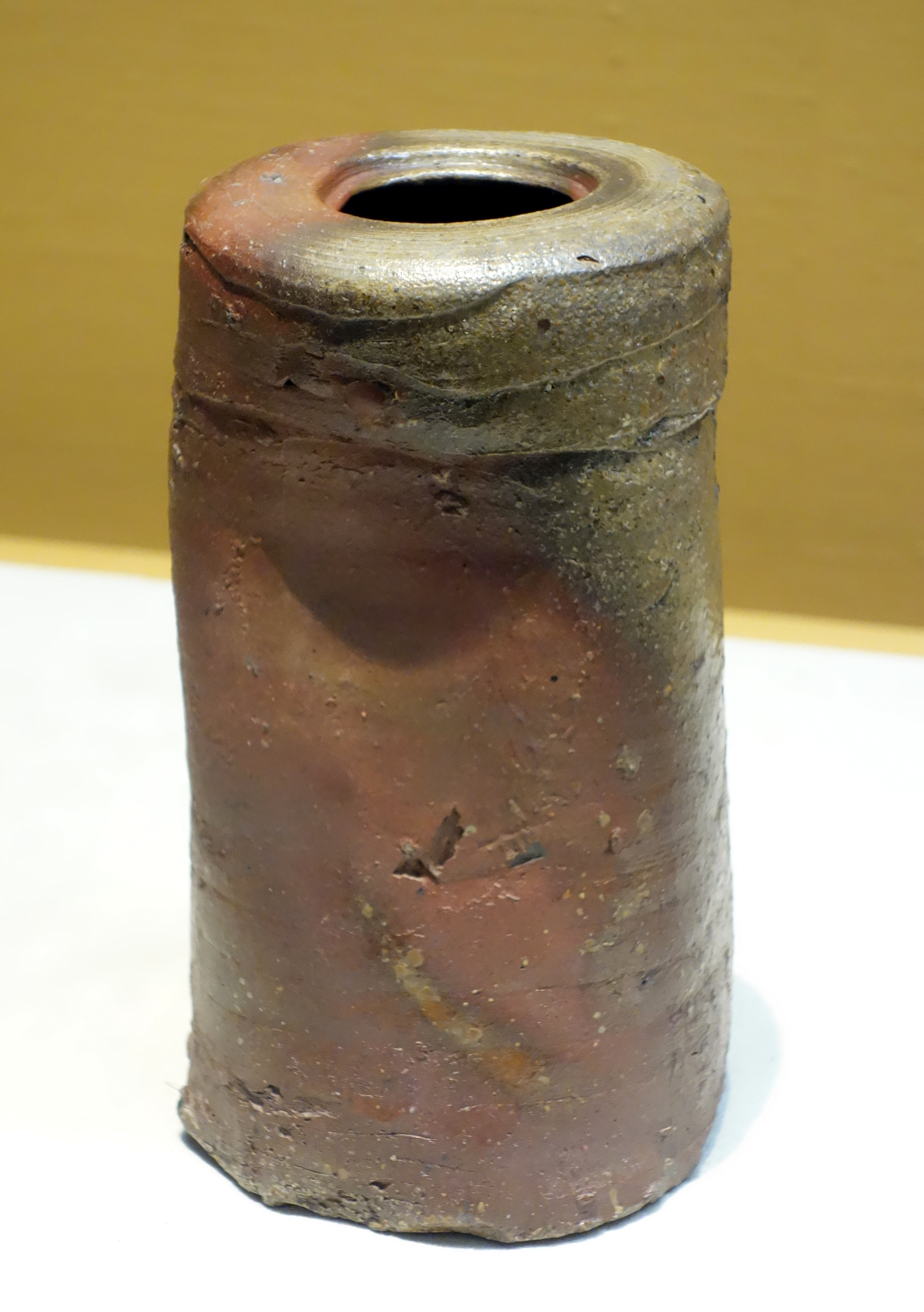
Váza, období Edo, 17. století
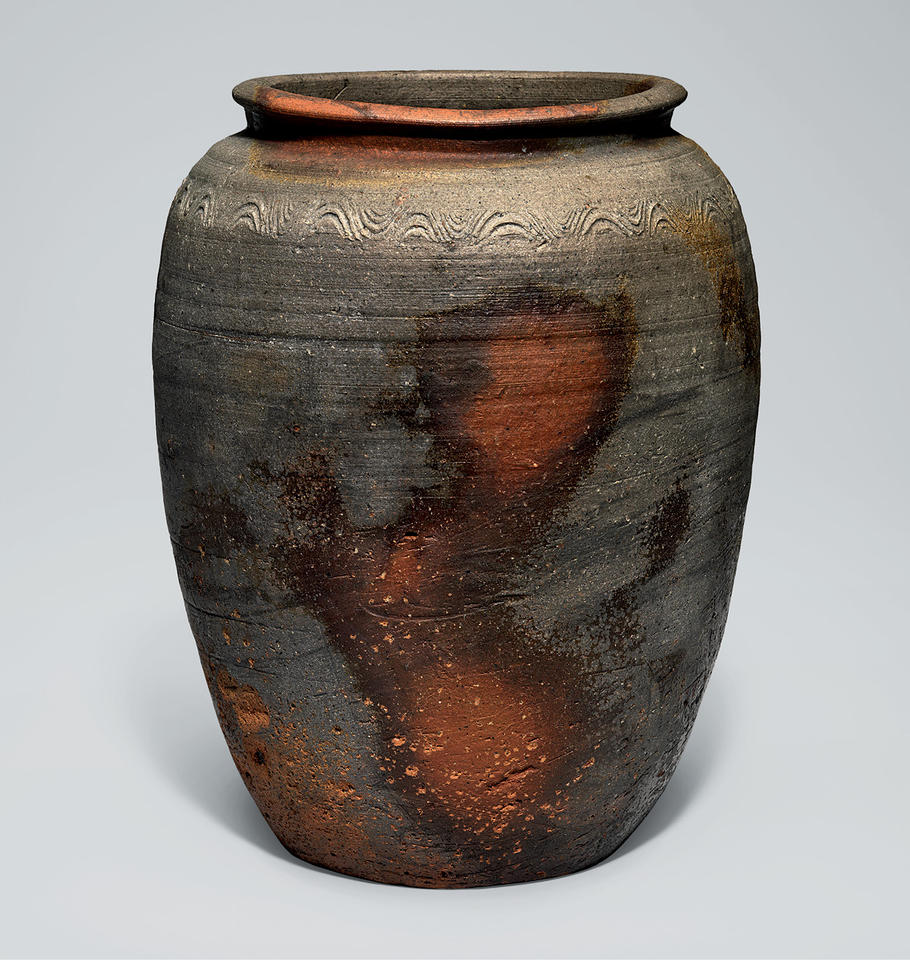
Kameninová nádoba s vrypy a stopami po výpalu
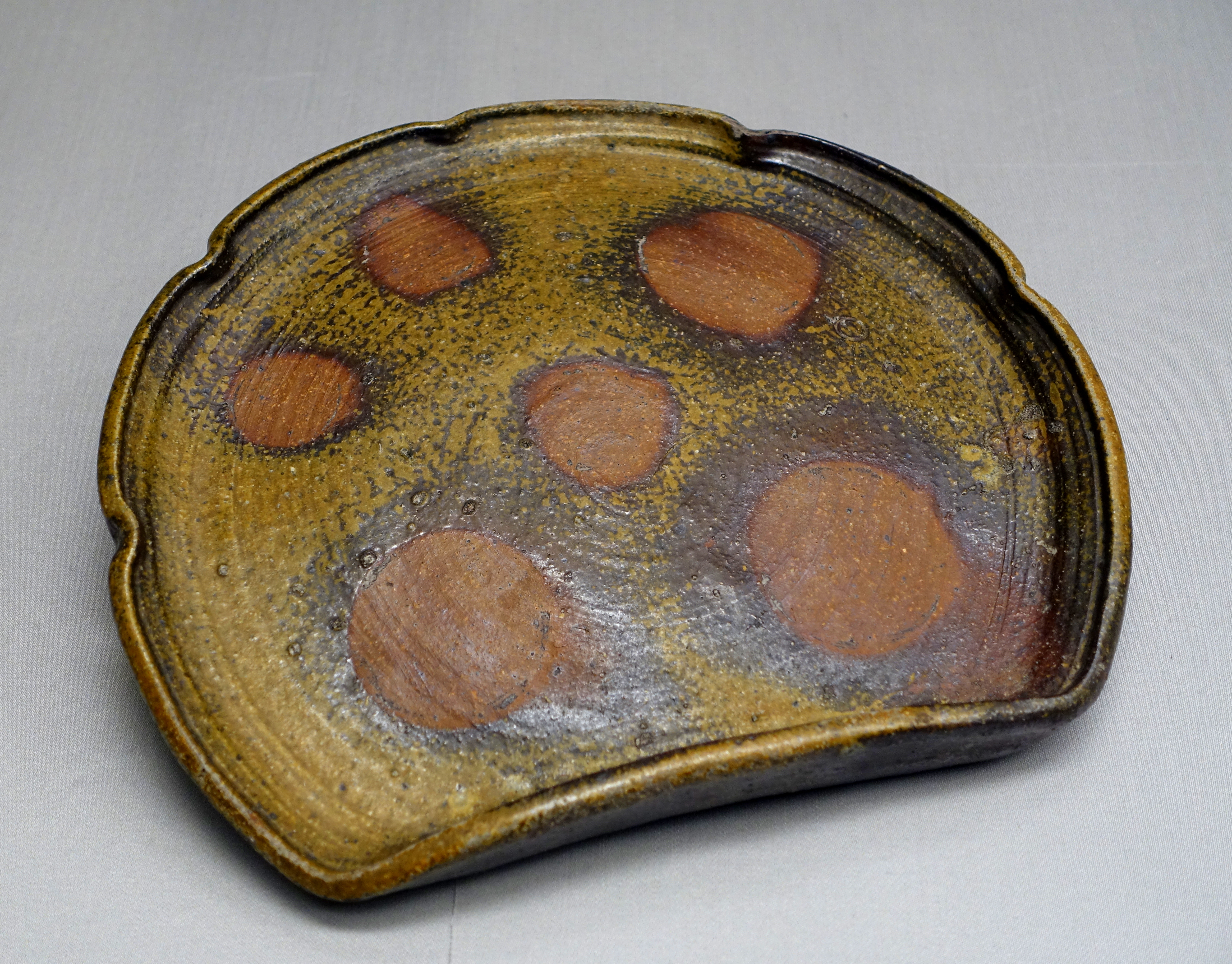
Mísa, období Edo, ca 1600
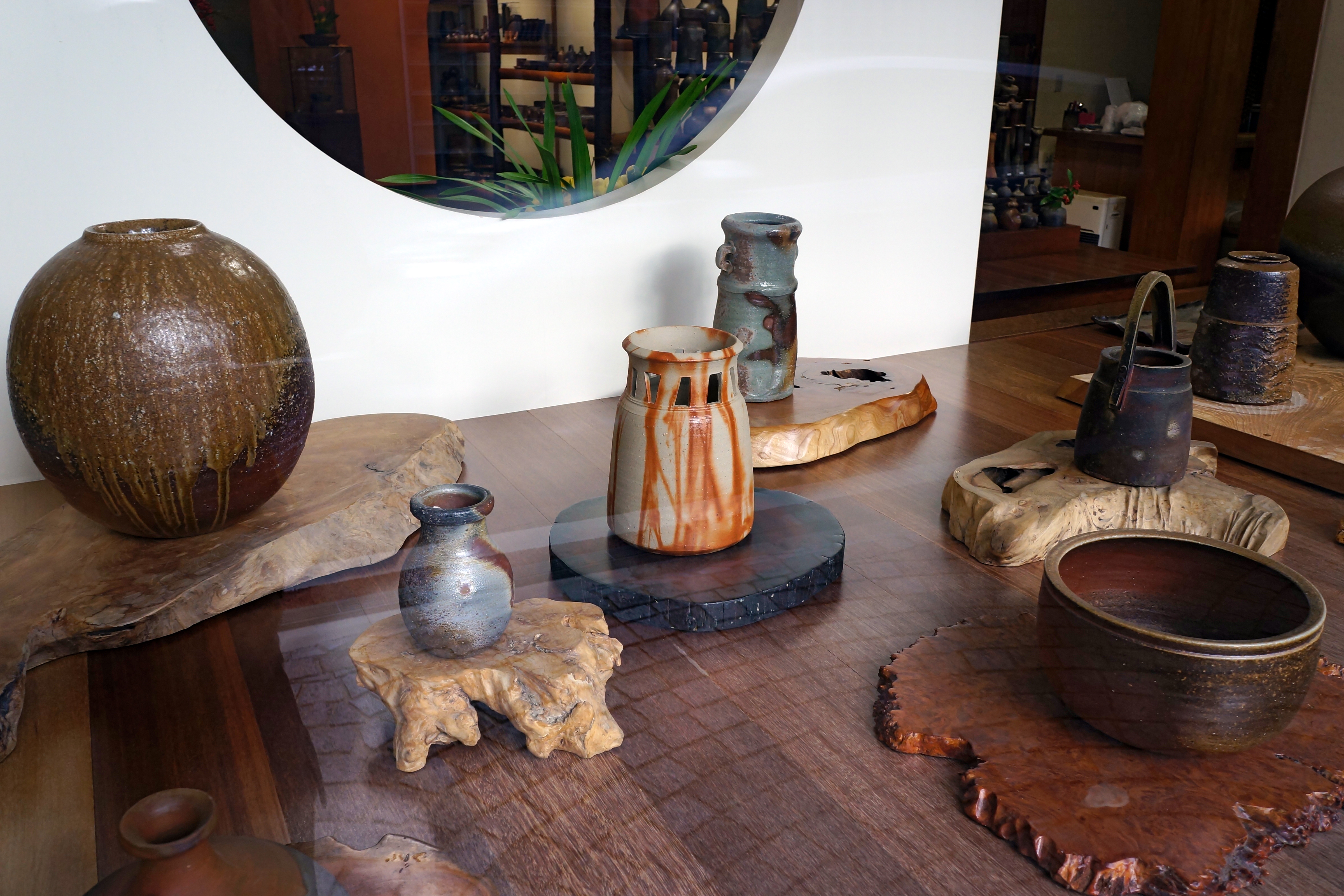
Různá keramika typu Bizen
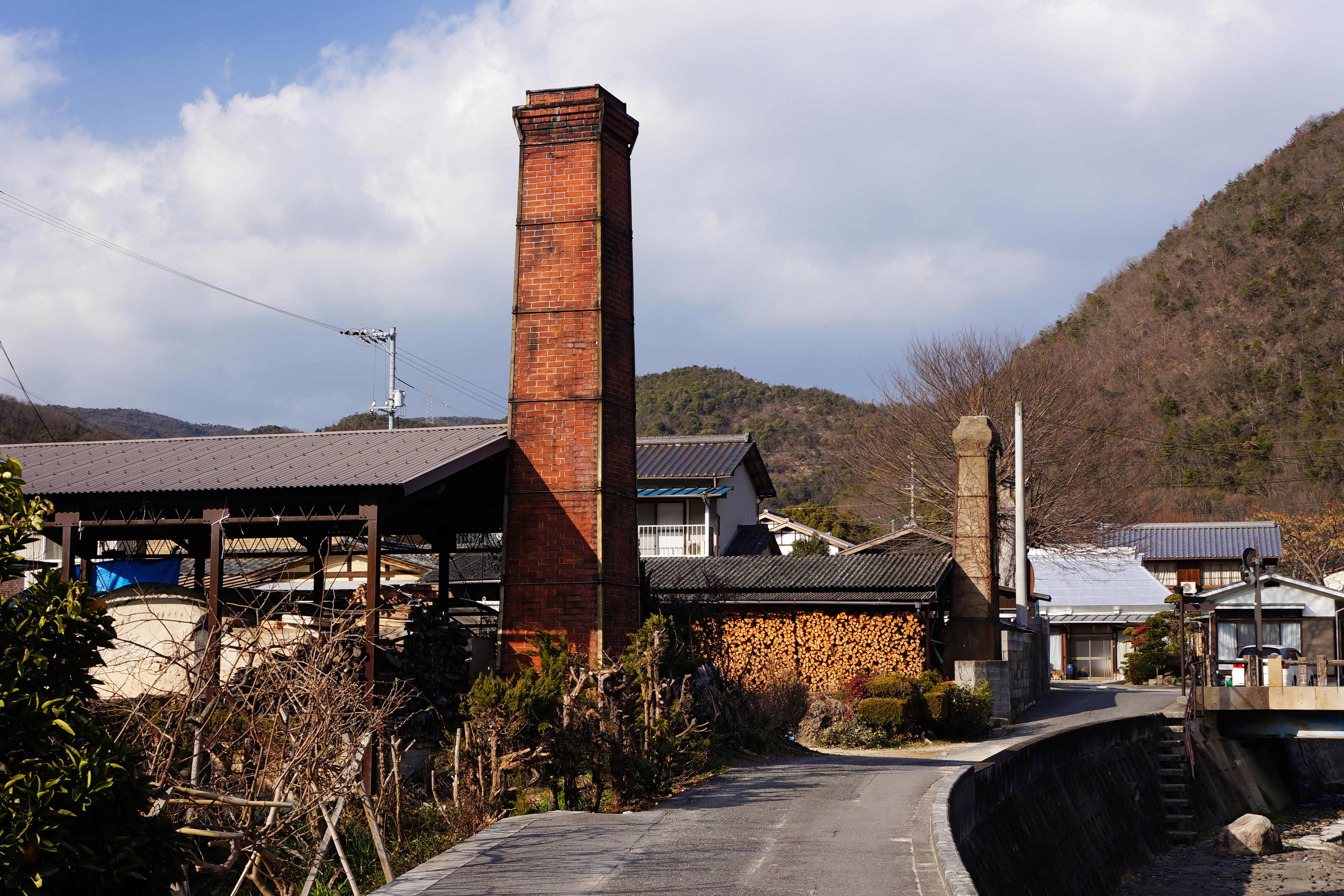
Pec Bizen v prefektuře Okajama

### Ečizen
Ečizen (japonsky 越前焼, ečizen-jaki) je typ japonské keramiky tradičně vyráběný ve městě Ečizen v prefektuře Fukui. 
Keramika je známa od 12. století, a to především jako zboží pro domácí použití. Toto centrum se nacházelo poněkud stranou od ostatních a nebylo tolik známé. Nicméně dřevo-popelová glazura a typ nádob jsou velmi podobné těm z Tokoname.

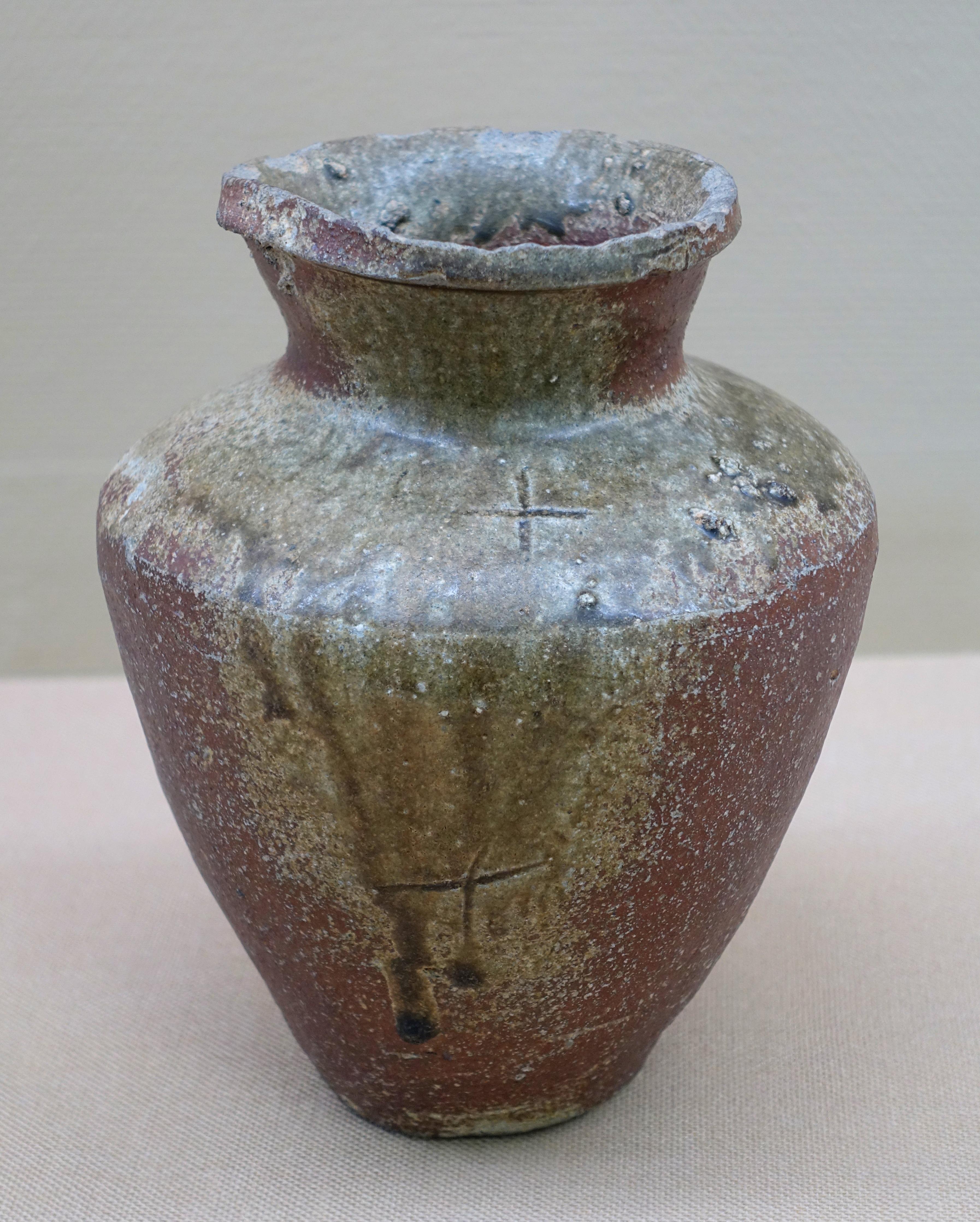
Nádoba, období Kamakura, ca. 1200
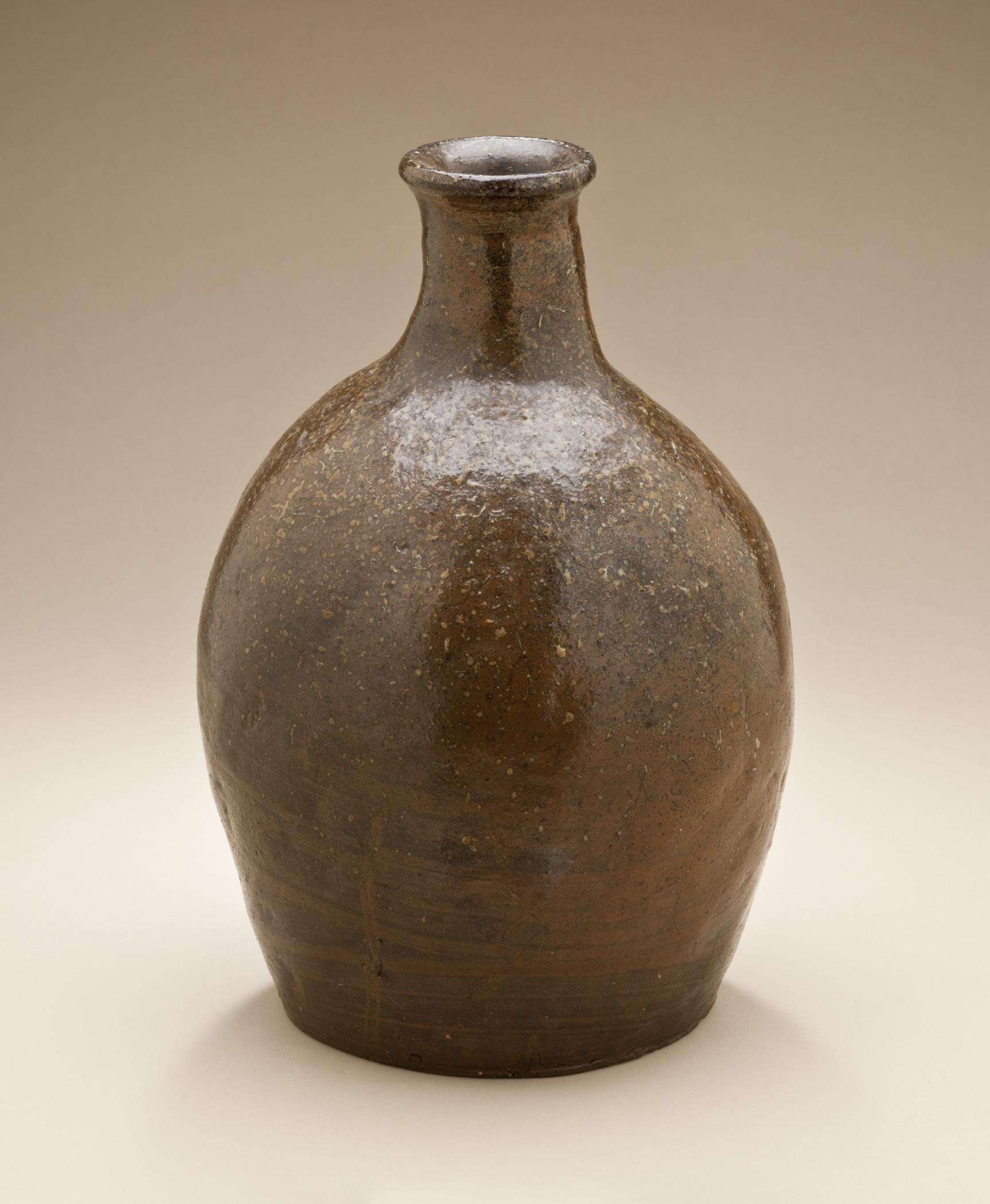
Láhev na saké, období Azuči-Momojama, 16. století
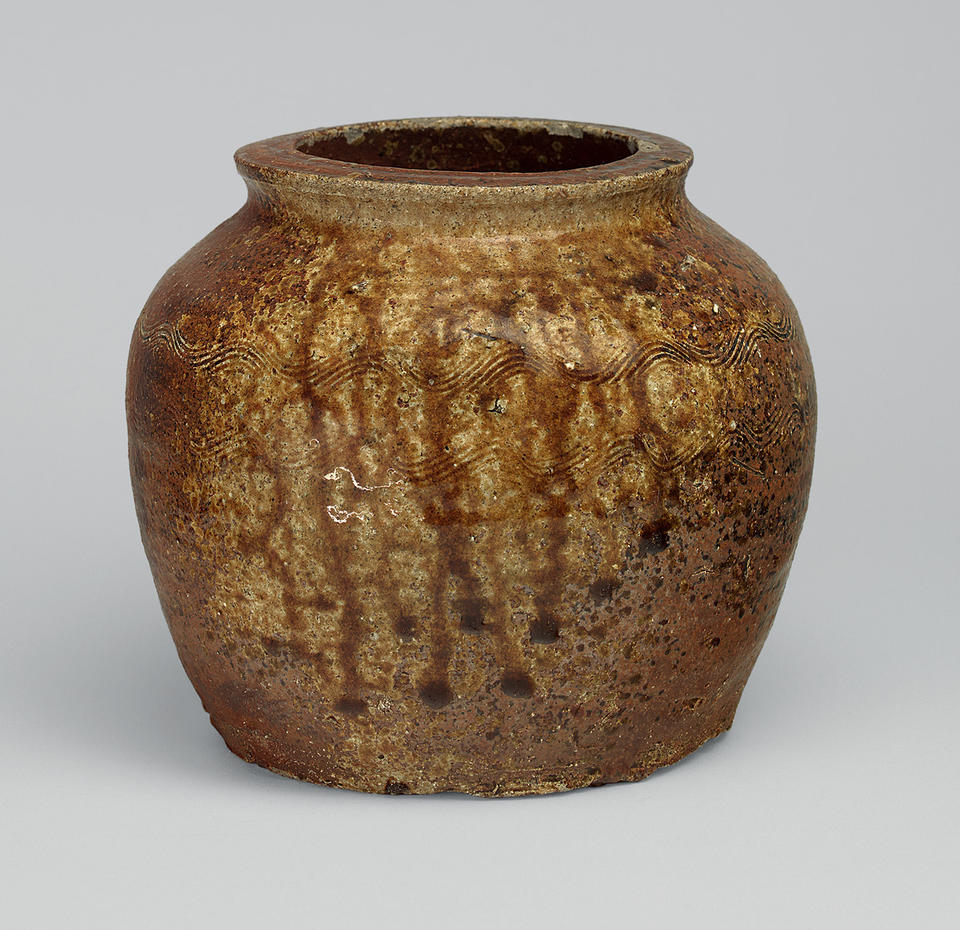
Nádoba na olej, 18. století
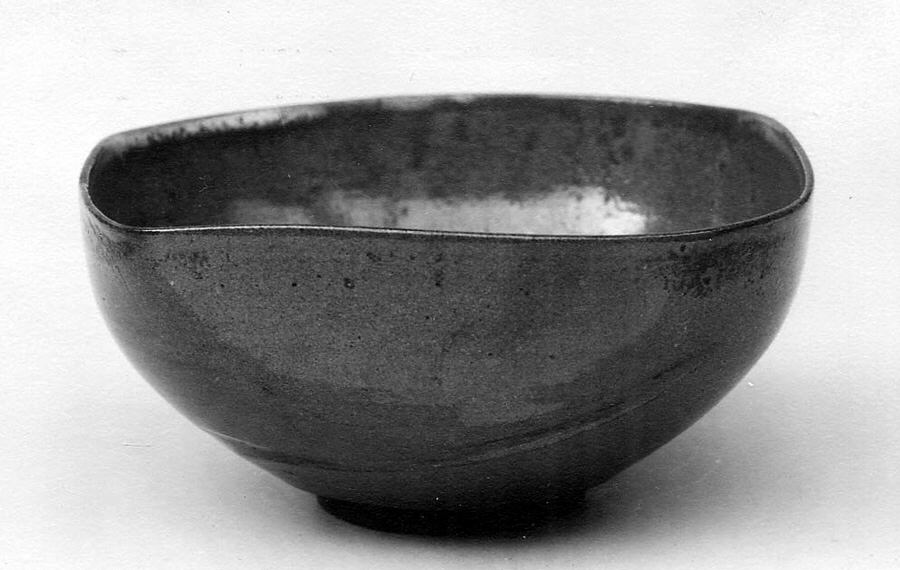
Čajový šálek
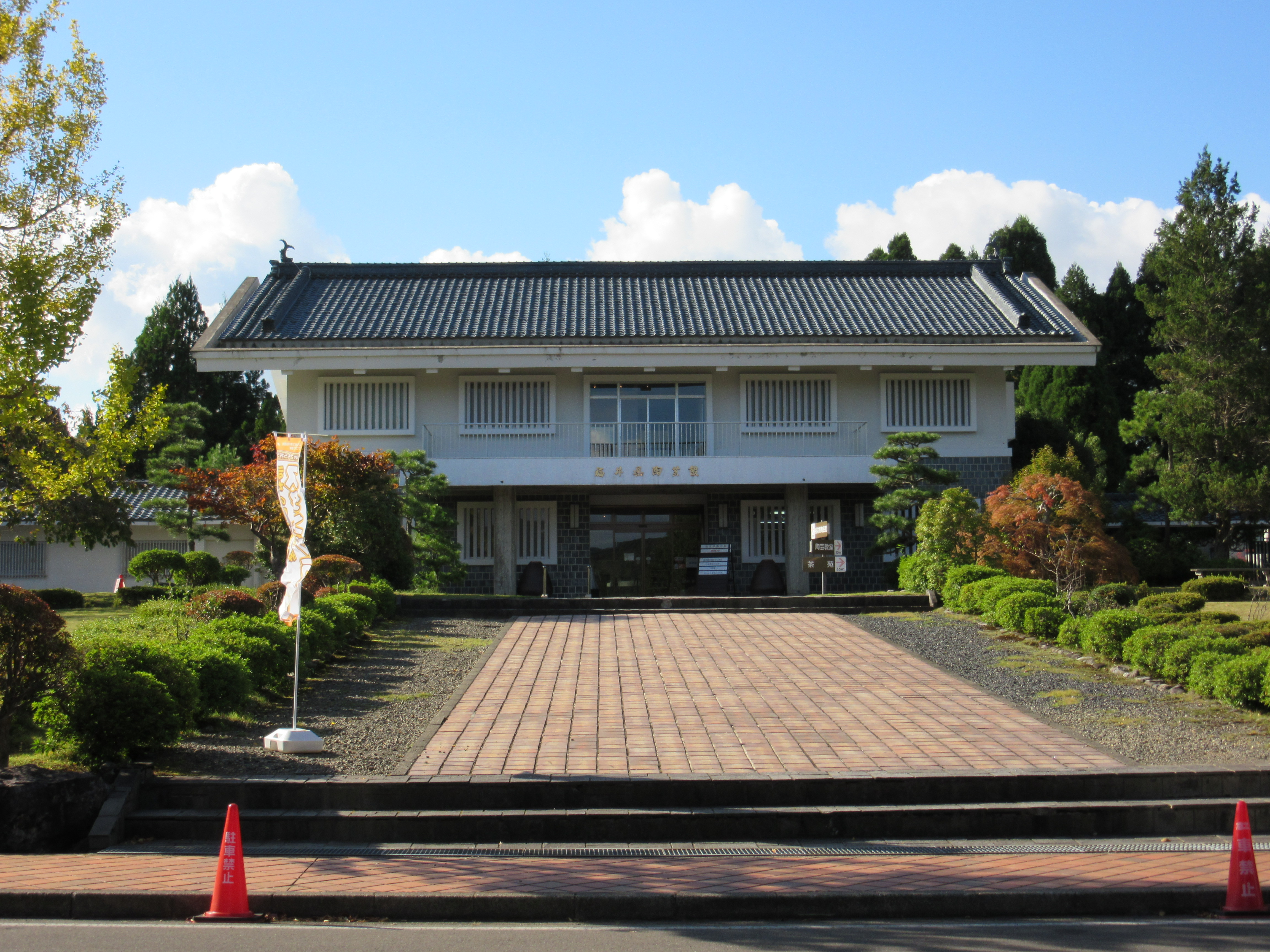
Muzeum keramiky Ečizen v prefektuře Fukui

### Seto
Seto (japonsky 瀬戸焼, seto-jaki) je typ japonské keramiky, kameniny a keramických výrobků vyráběných ve městě Seto a jeho okolí v prefektuře Aiči. Japonský termín pro tuto keramiku je setomono a používá se také jako obecné označení pro veškerou keramiku.
Keramika glazovaná popelem se zde vyráběla již od 12. století, avšak keramika typická pro Seto vznikla ve 13. století, kdy byla snaha napodobit drahou bílou keramiku dováženou z čínské říše Sung. Nakonec však uspěly čajové misky Tenmoku glazované oxidem železa. Tato stará keramika, která se obzvlášť intenzivně vyráběla v období Kamakura, je dnes známá jako Ki-Seto, stará setská keramika. Raná seto keramika se vyznačuje podglazurou s rostlinnými prvky a vtlačenými květy, například charakteristickou glazurou „zvadlých listů“. Na konci období Muromači se hrnčíři ze Seto přestěhovali do provincie Mino, kde začali mimo jiné vyrábět slavnou keramiku Šino a Oribe.

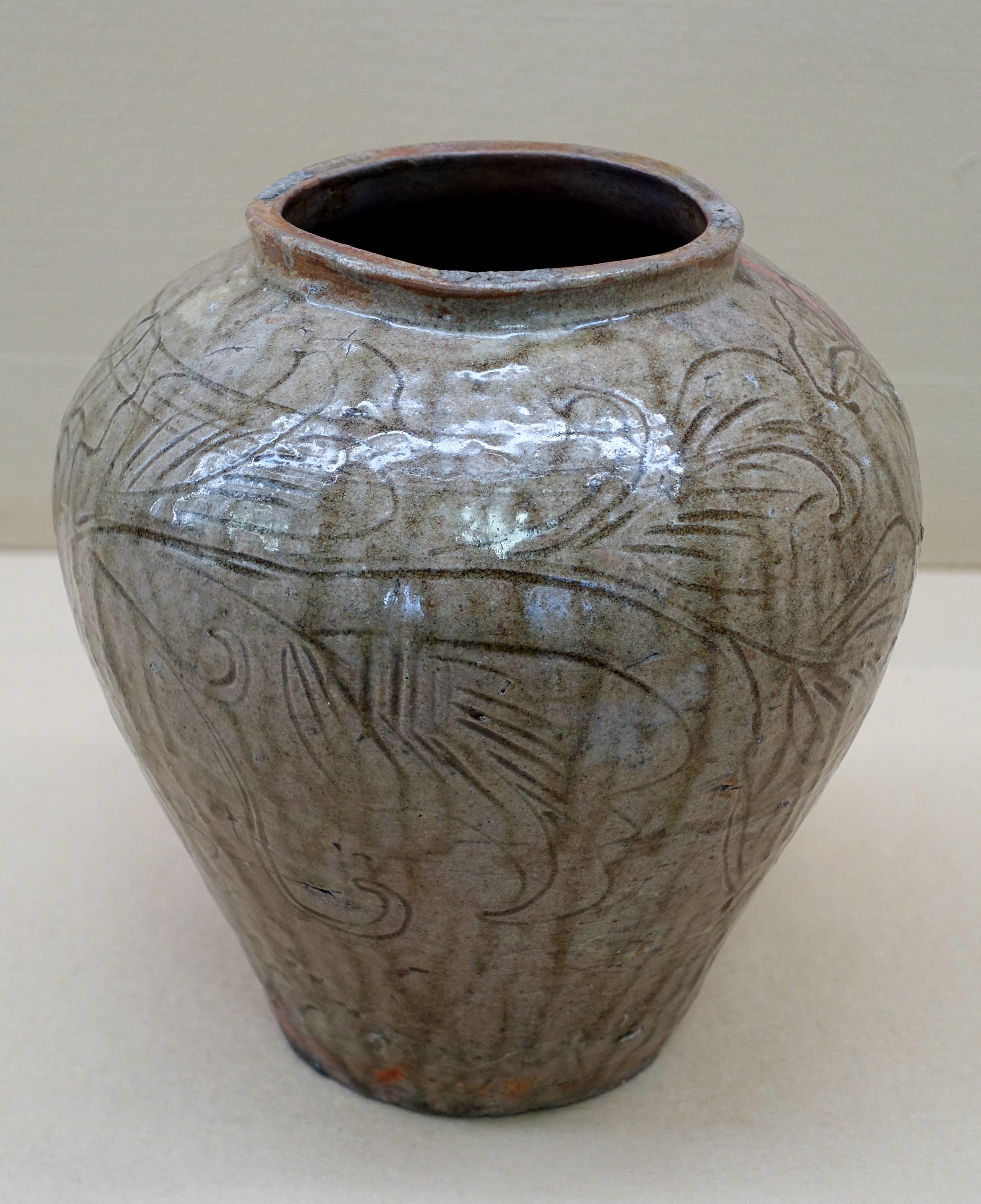
Nádoba, období Kamakura, ca 1300
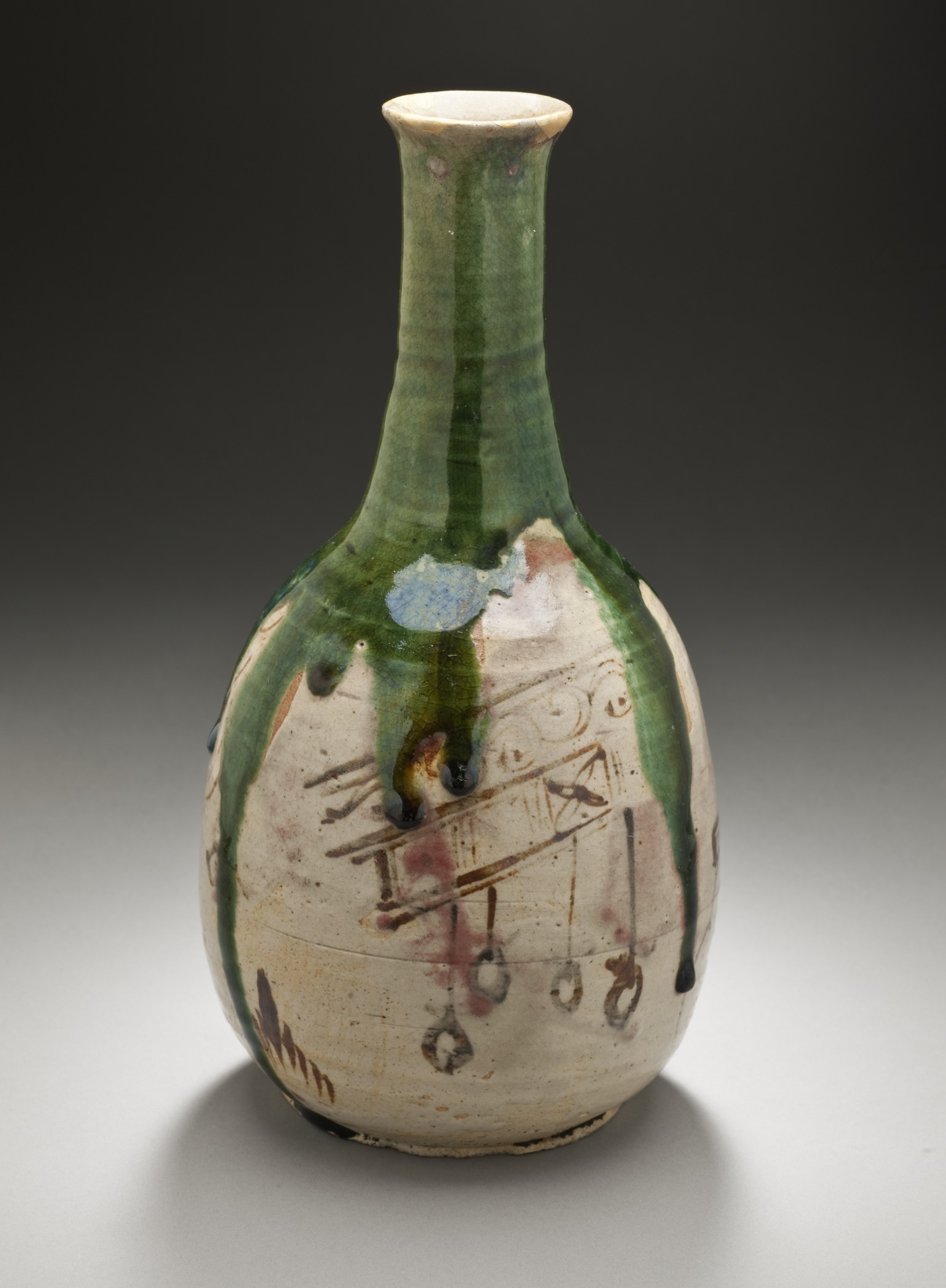
Láhev na sake, období Edo, 19. století
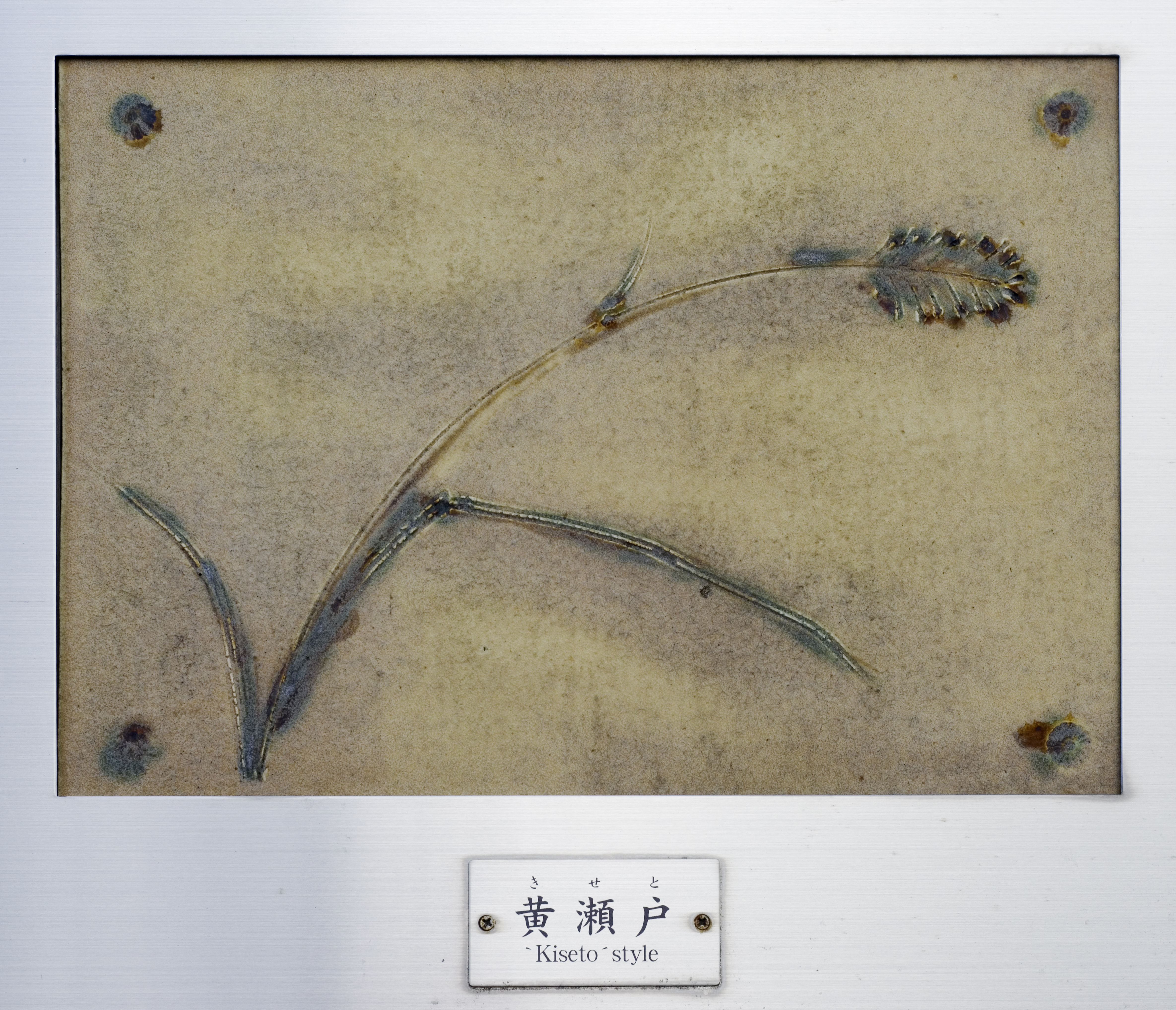
Styl Kiseto glazury
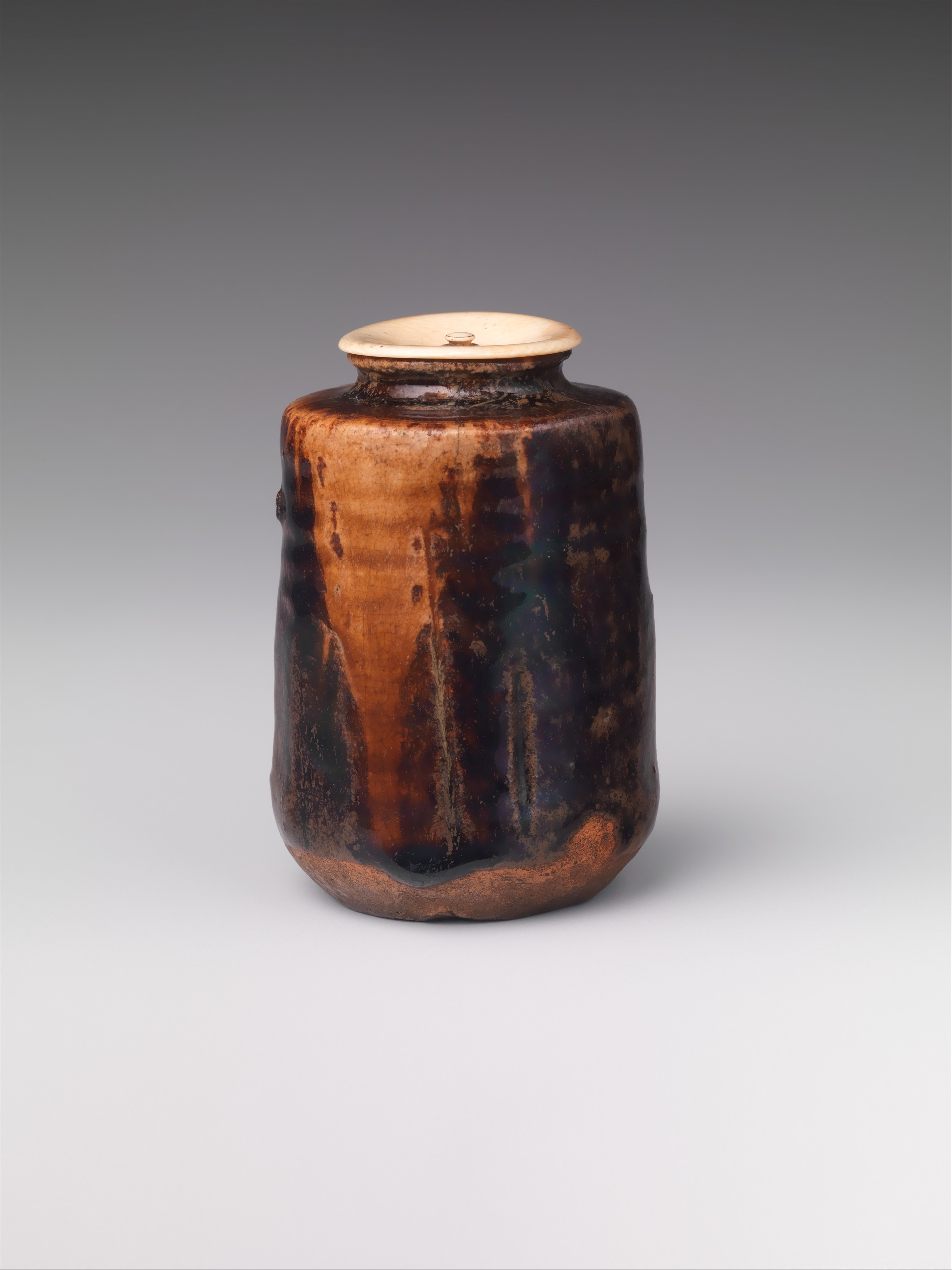
Nádobka na čaj, ca kolem 1500
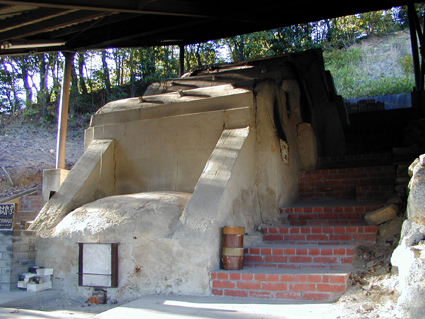
Pece typu noborigama, Seto

### Šigaraki
Šigaraki (japonsky 信楽焼, šigaraki-jaki) je druh kameninové keramiky vyráběné v Kóce v prefektuře Šiga, východně od jezera Biwa. 
V období Kamakura se zde vyráběly velké baňaté džbány (tsubo), hmoždíře a předměty denní potřeby, většinou s malou nebo žádnou výzdobou. Charakteristické je používání hlíny s malými zrnky živce, která se netaví pod 1300 °C a plavou na povrchu jako bílé hvězdičky. Při vyšších teplotách však tato živcová zrna zanechávají na povrchu malé krátery. 

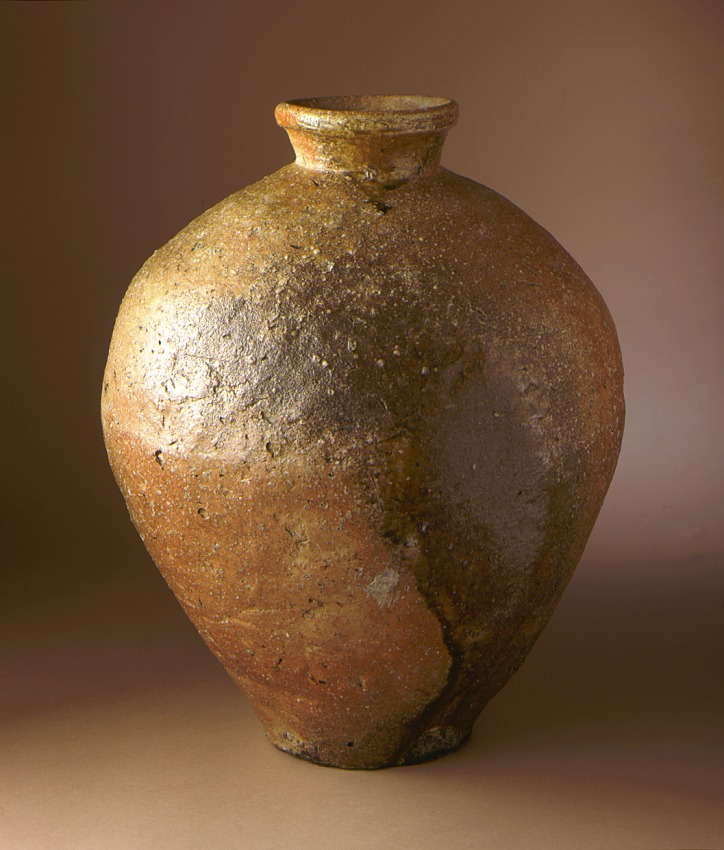
Dóza, období Muromači, 15. století
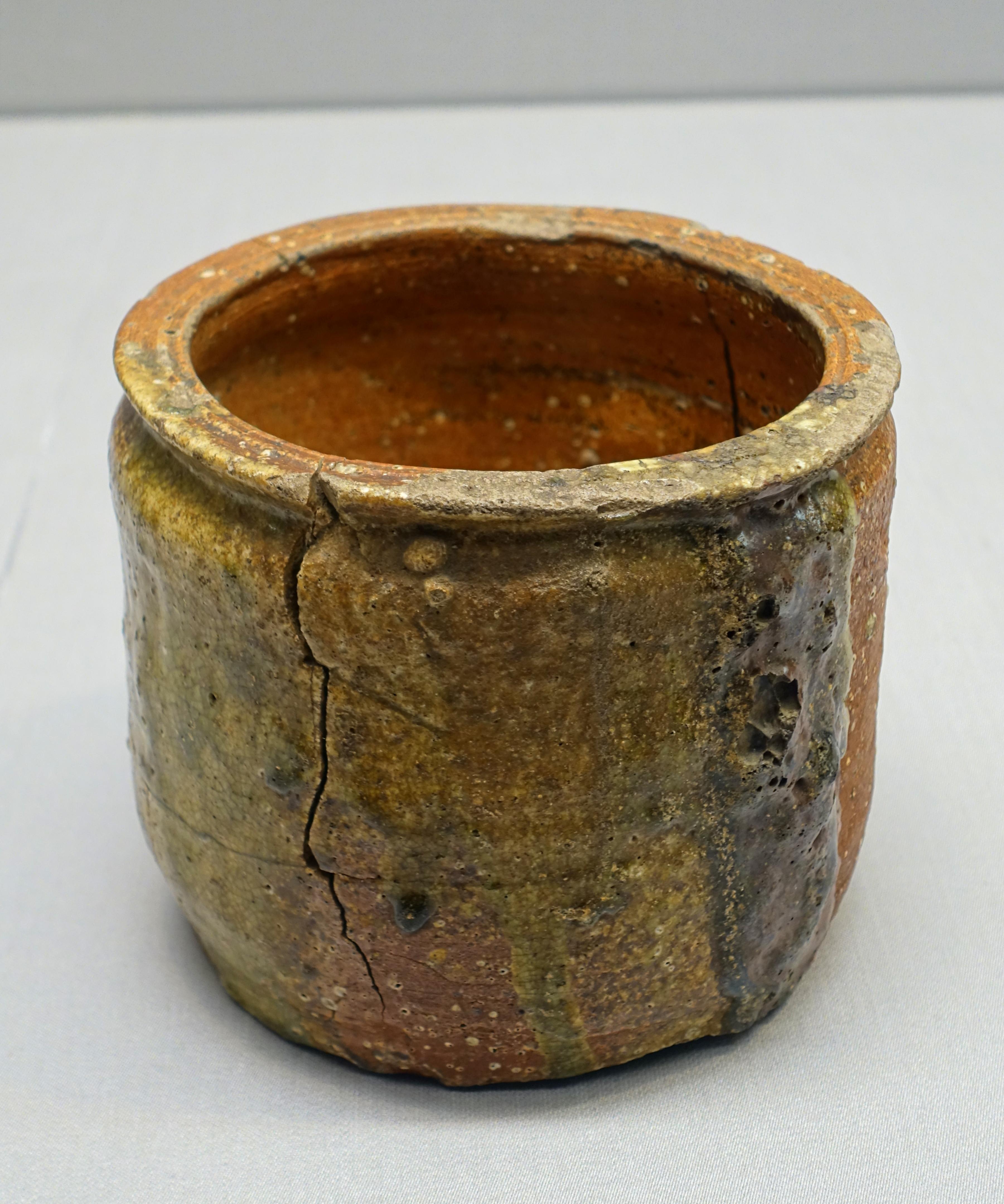
Nádoba na vodu, Období Azuči-Momojama
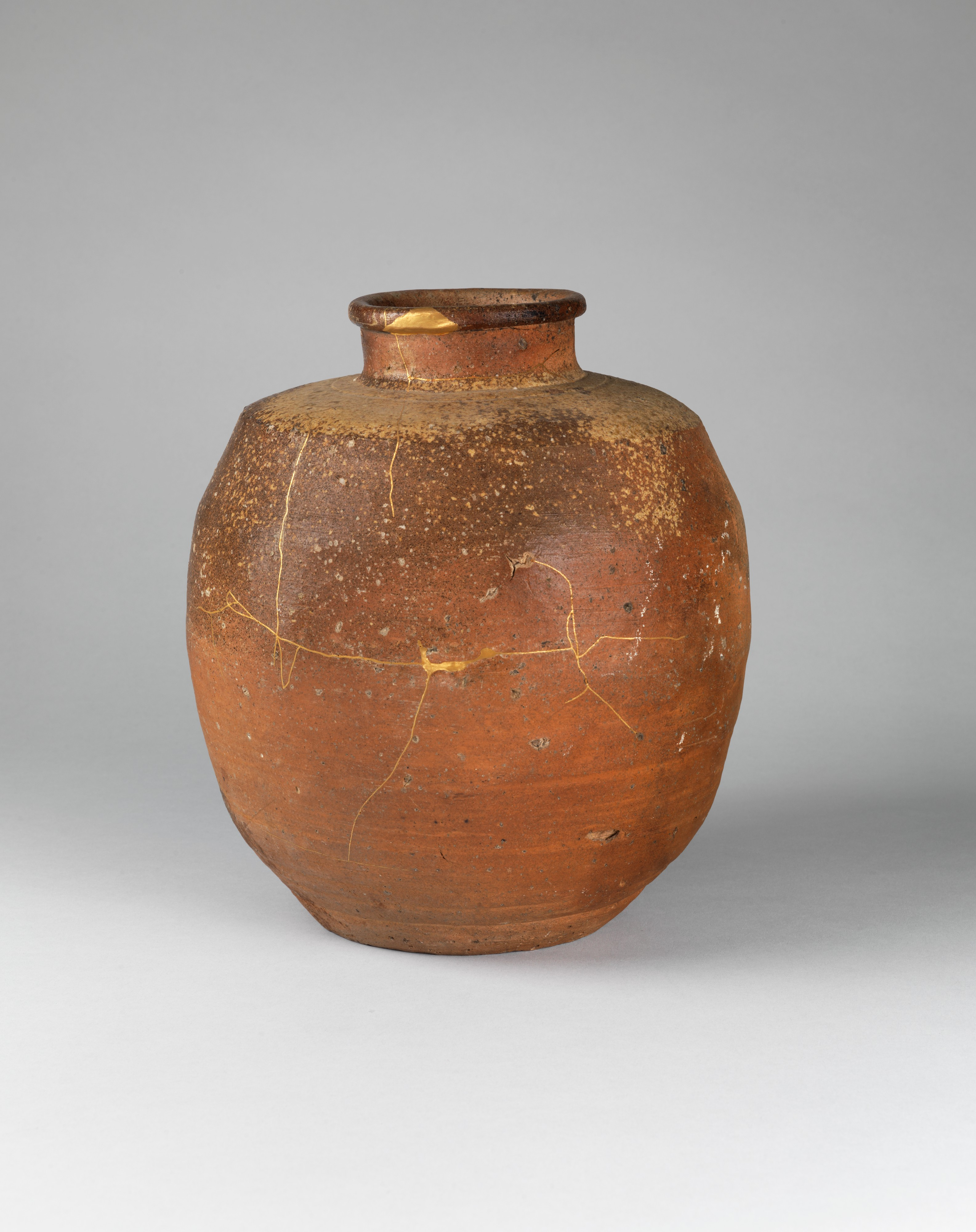
Nádoba, 17. století
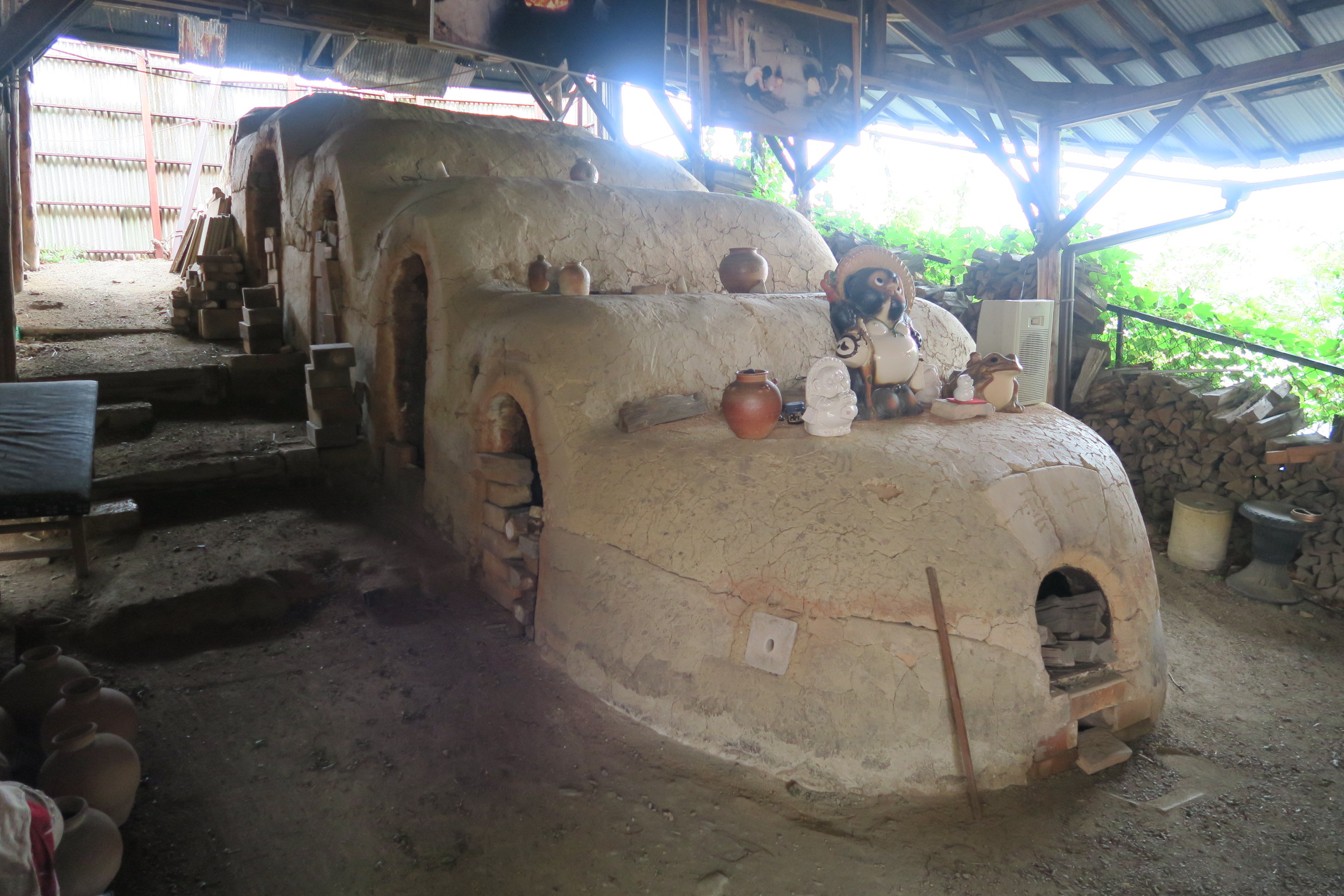
Pece v Kóce
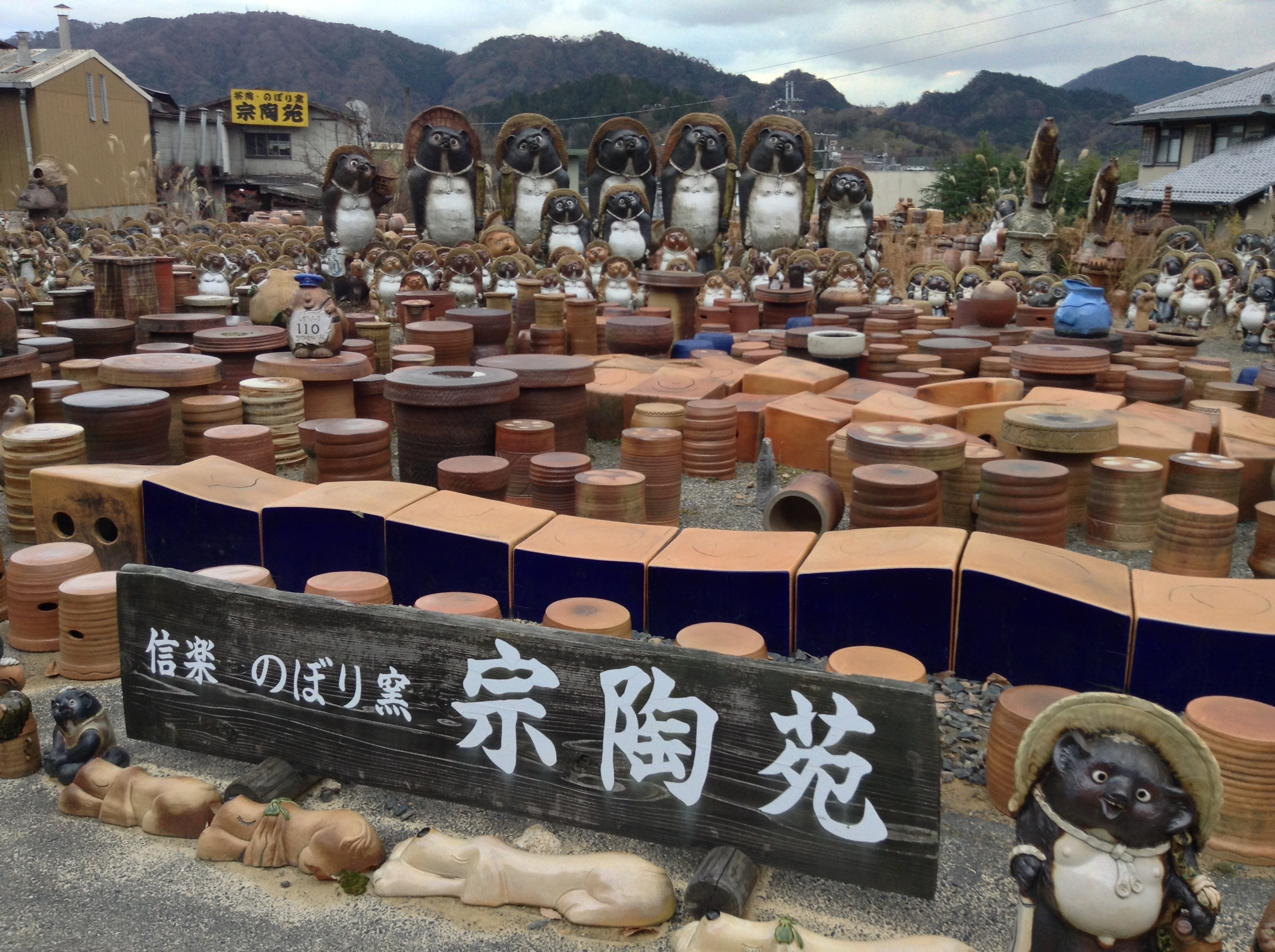
Současná Šigarako keramika

### Tamba
Tamba (japonsky 丹波立杭焼, tamba-tačikui-jaki), keramika z prefektury Hjógo, někdejší provincie Tamba.
Obvykle se zde vyráběly vysoké džbány (35 až 45 cm) s přírodní popelovou glazurou. Pro keramiku Tamba vypalovanou v tunelových pecích (anagama) je charakteristický kontrast mezi trávově zelenou glazurou a červenou hlínou. 

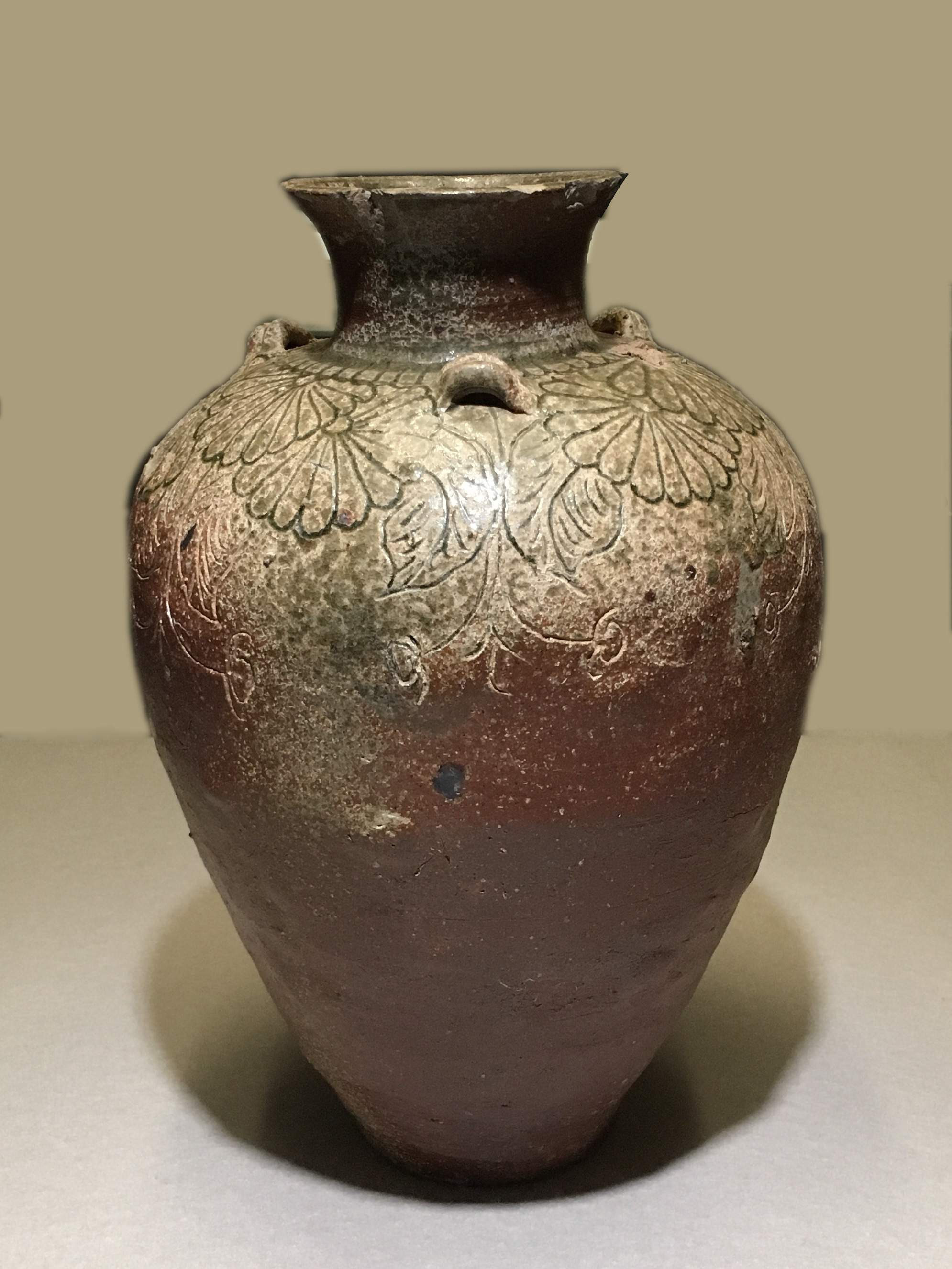
Dóza se třemi oušky, období Heian, 12. století
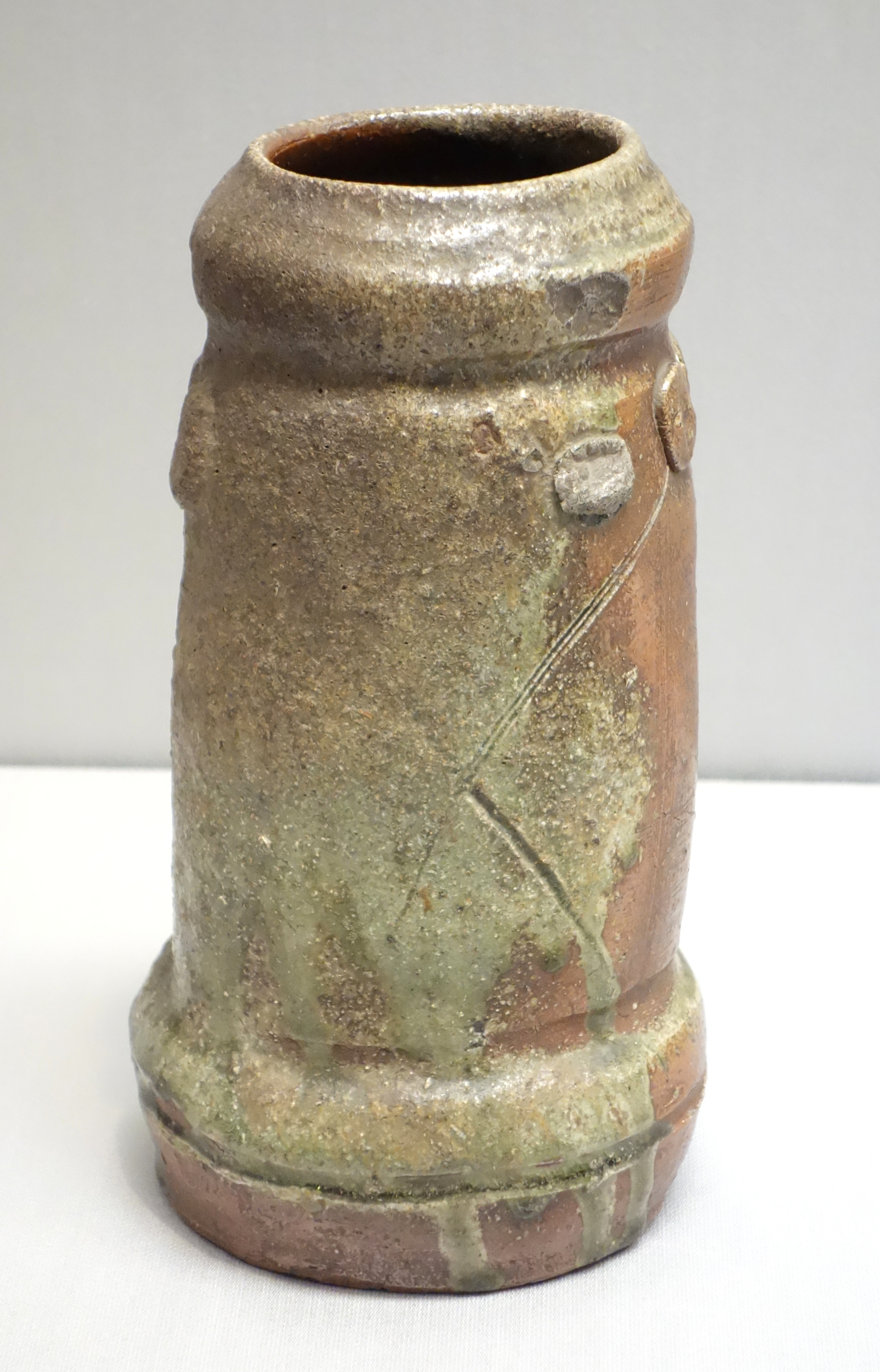
Váza, období Edo, 17. století
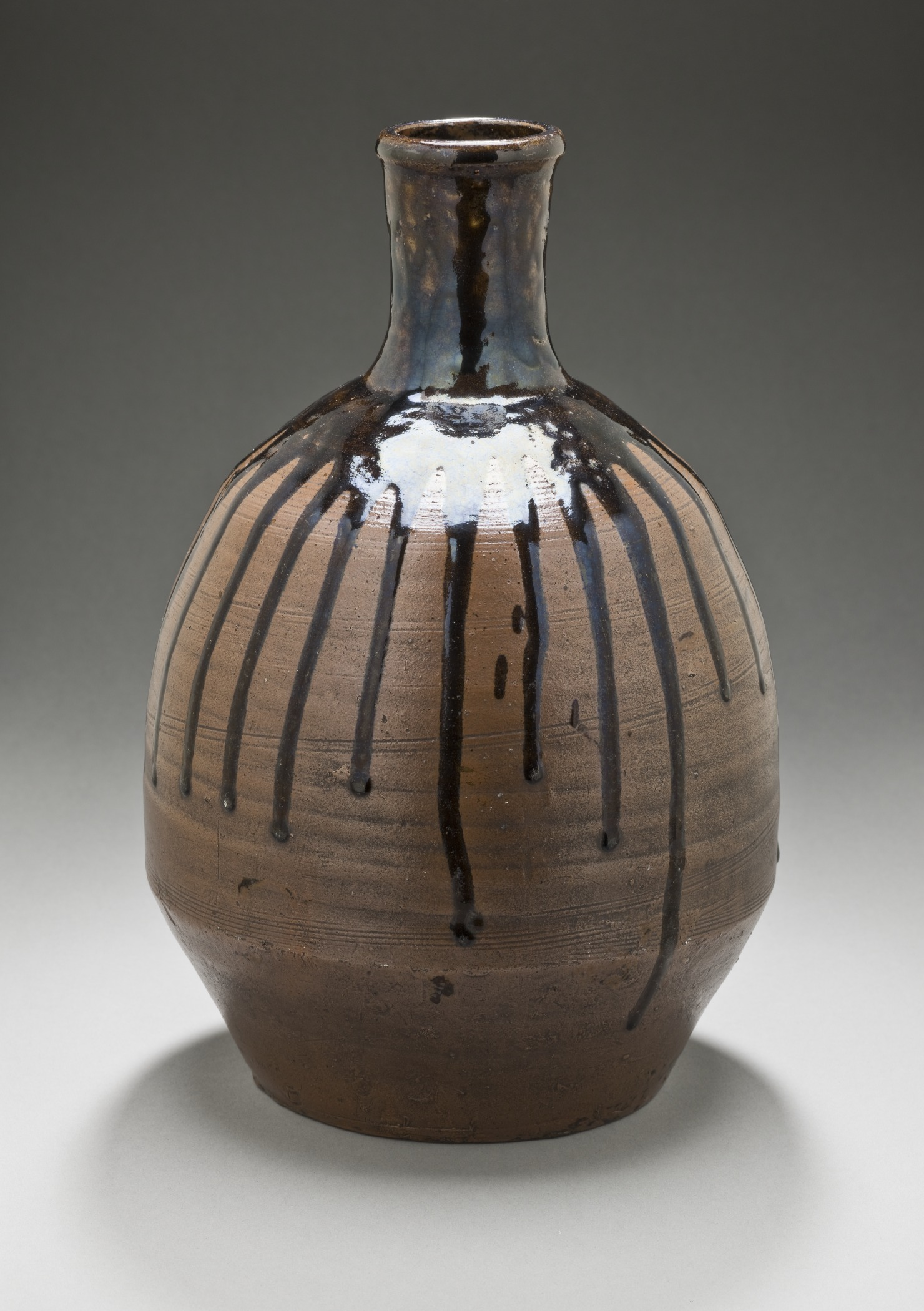
Láhev na sake, období Edo, 18. století
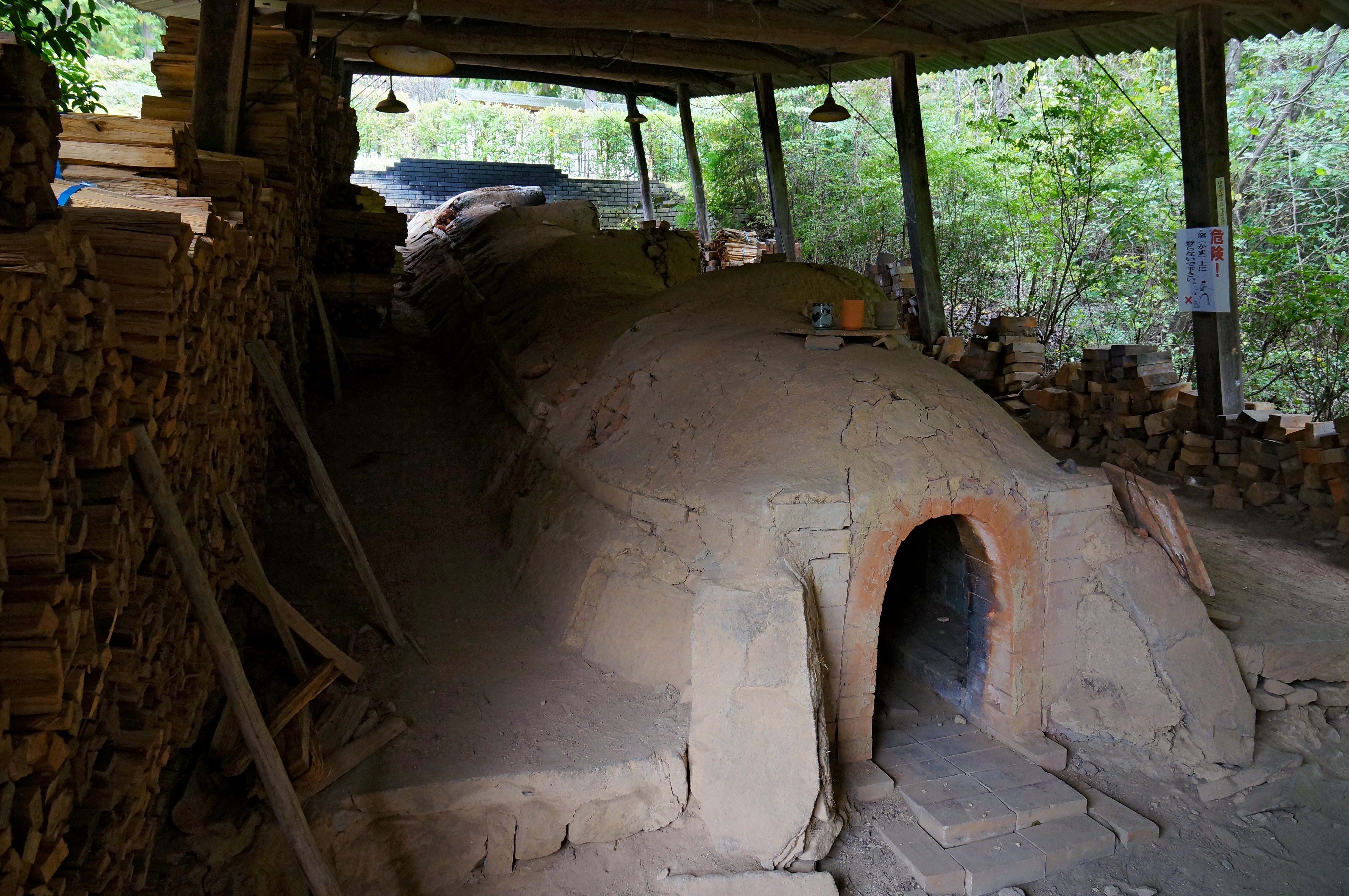
Pec v Sasajamě
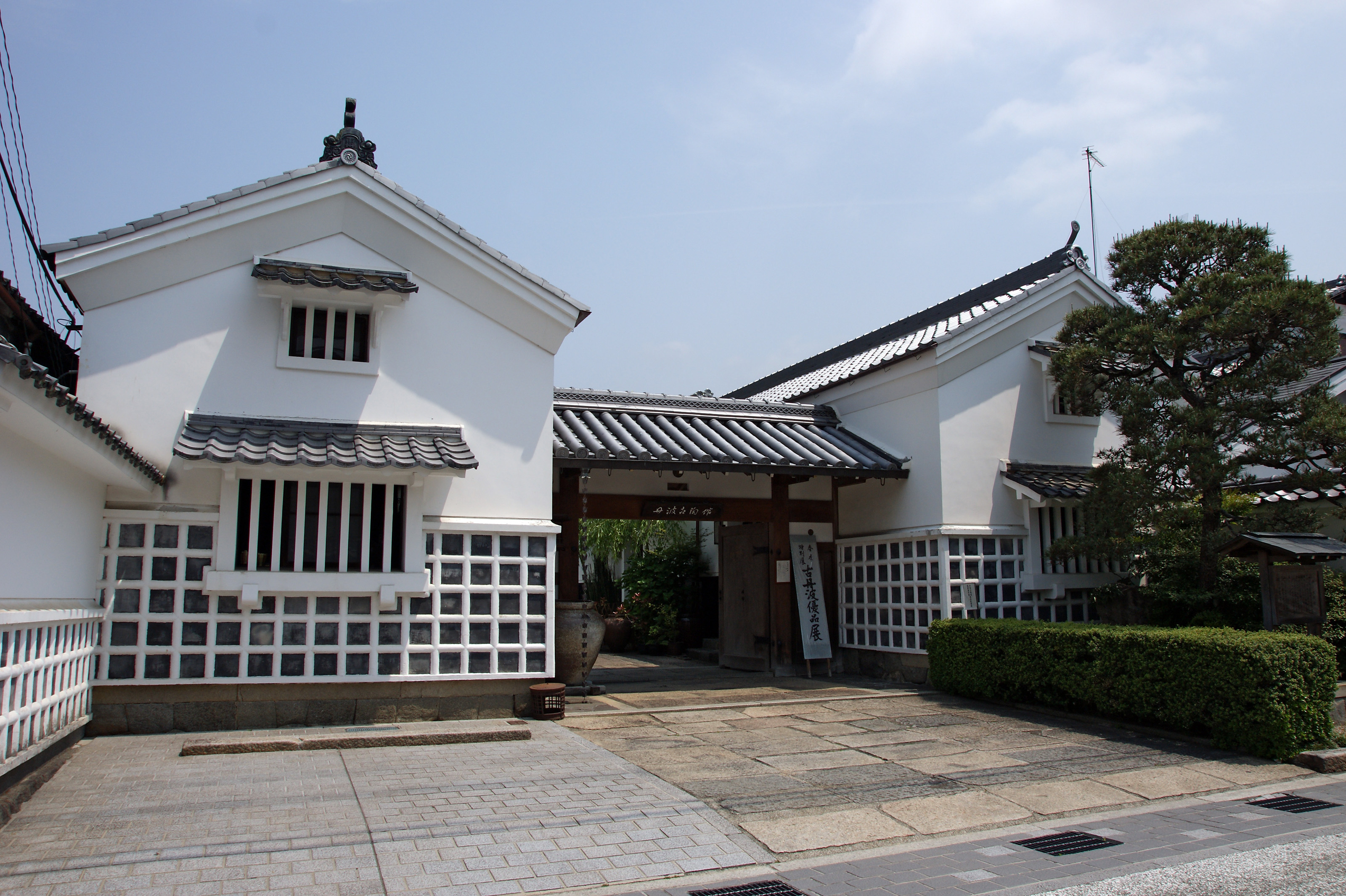
Muzeum Tamba keramiky v Sasajamě

### Tokoname
Tokoname (japonsky 常滑焼, tokoname-jaki) je typ japonské keramiky, kameniny a hrnčířských výrobků z města Tokoname v prefektuře Aiči. Charakteristické velké kamenné džbány (kame) s glazurou z dřevěného popela se zde vypalují již od 12. století. Tyto hliněné nádoby, vysoké až jeden metr, se používaly pro skladovací všeho možného. Vyrábí se zde však i další užitková keramika. Známé jsou zejména místní čajové konvičky.

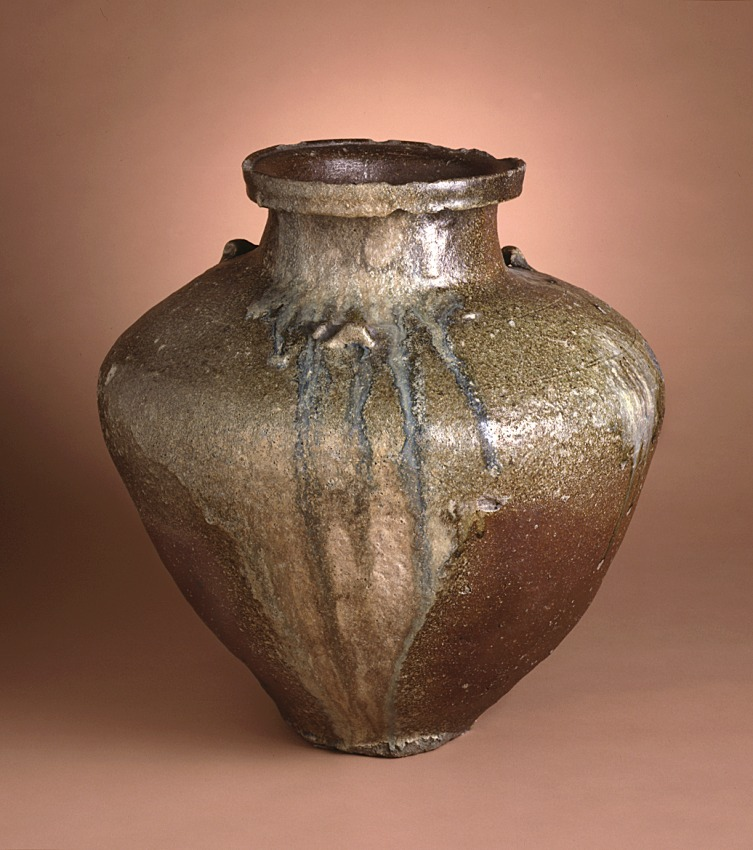
Nádoba, vinutá kamenina s popelovou glazurou
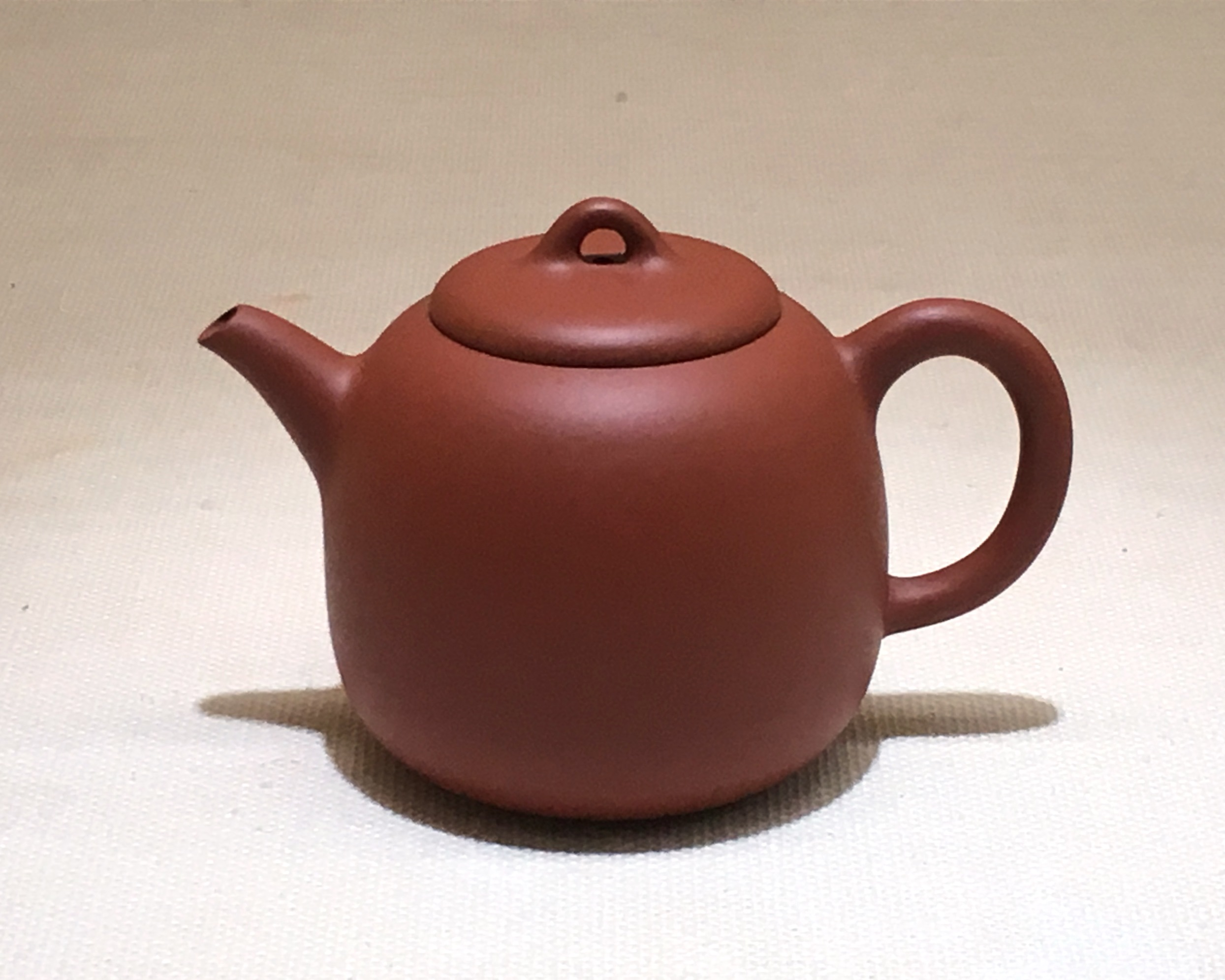
Čajová konvička, začátek 20. století
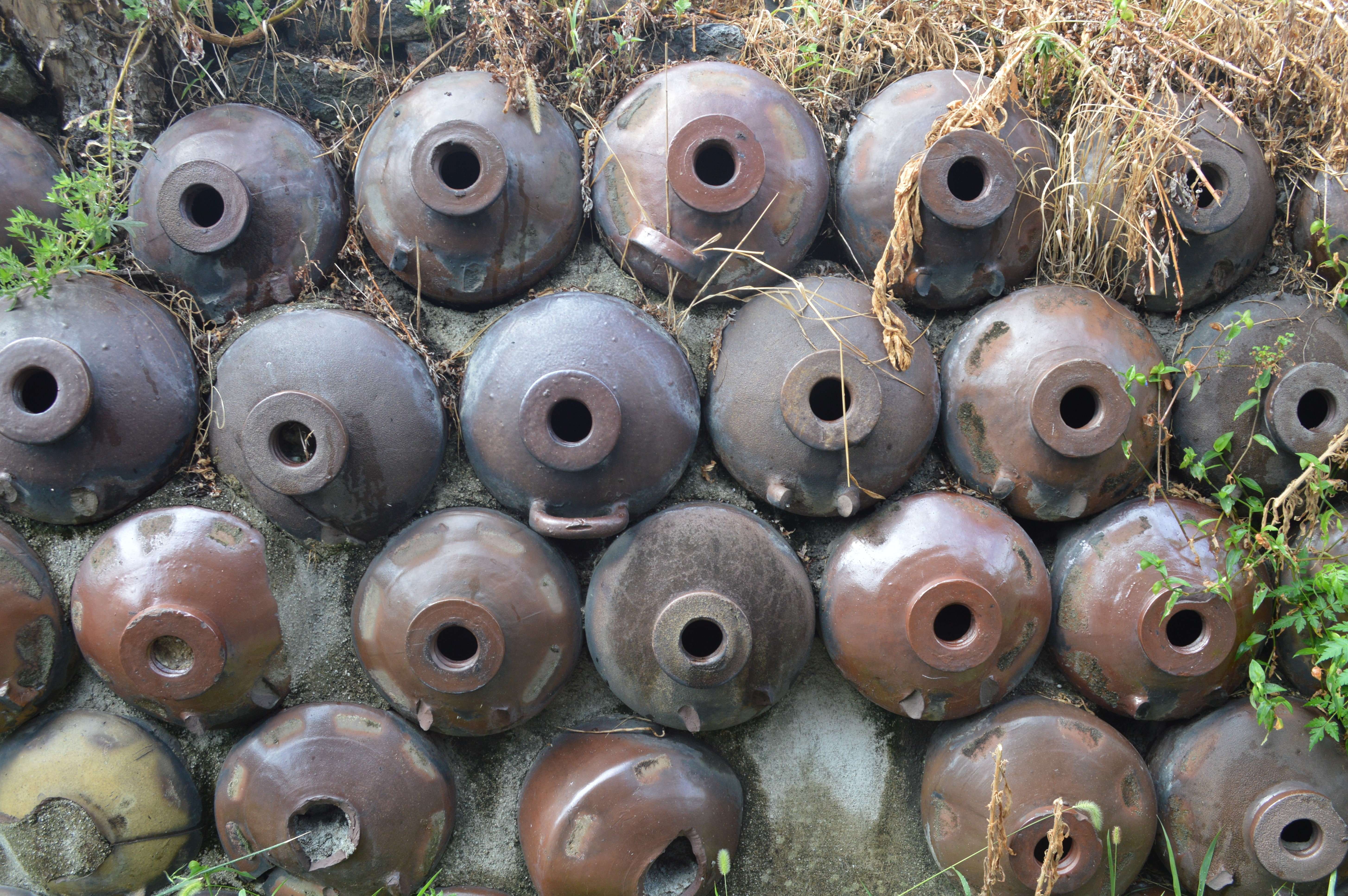
Kameninové lahve
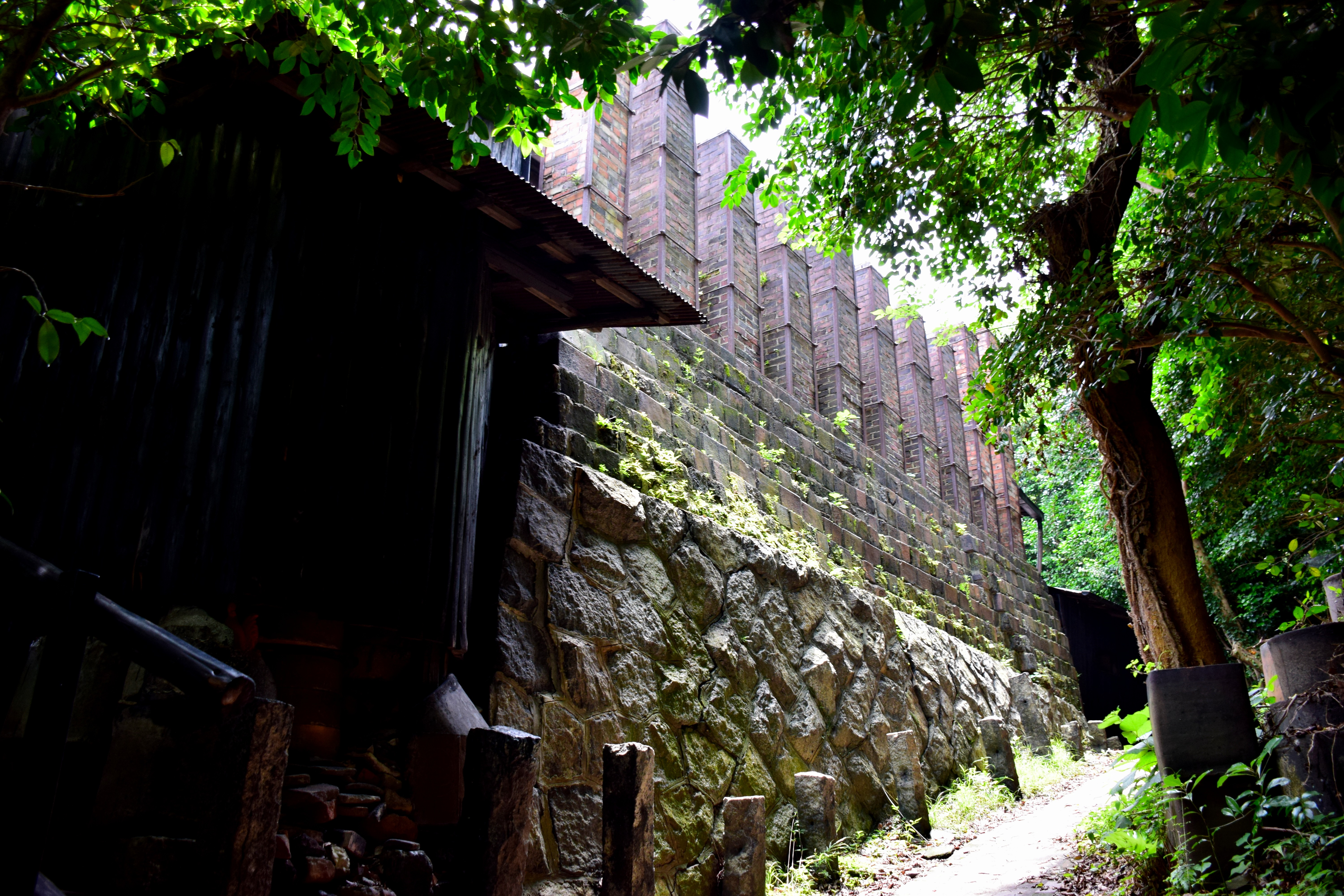
Pec Tóei, největší svého druhu v Japonsku
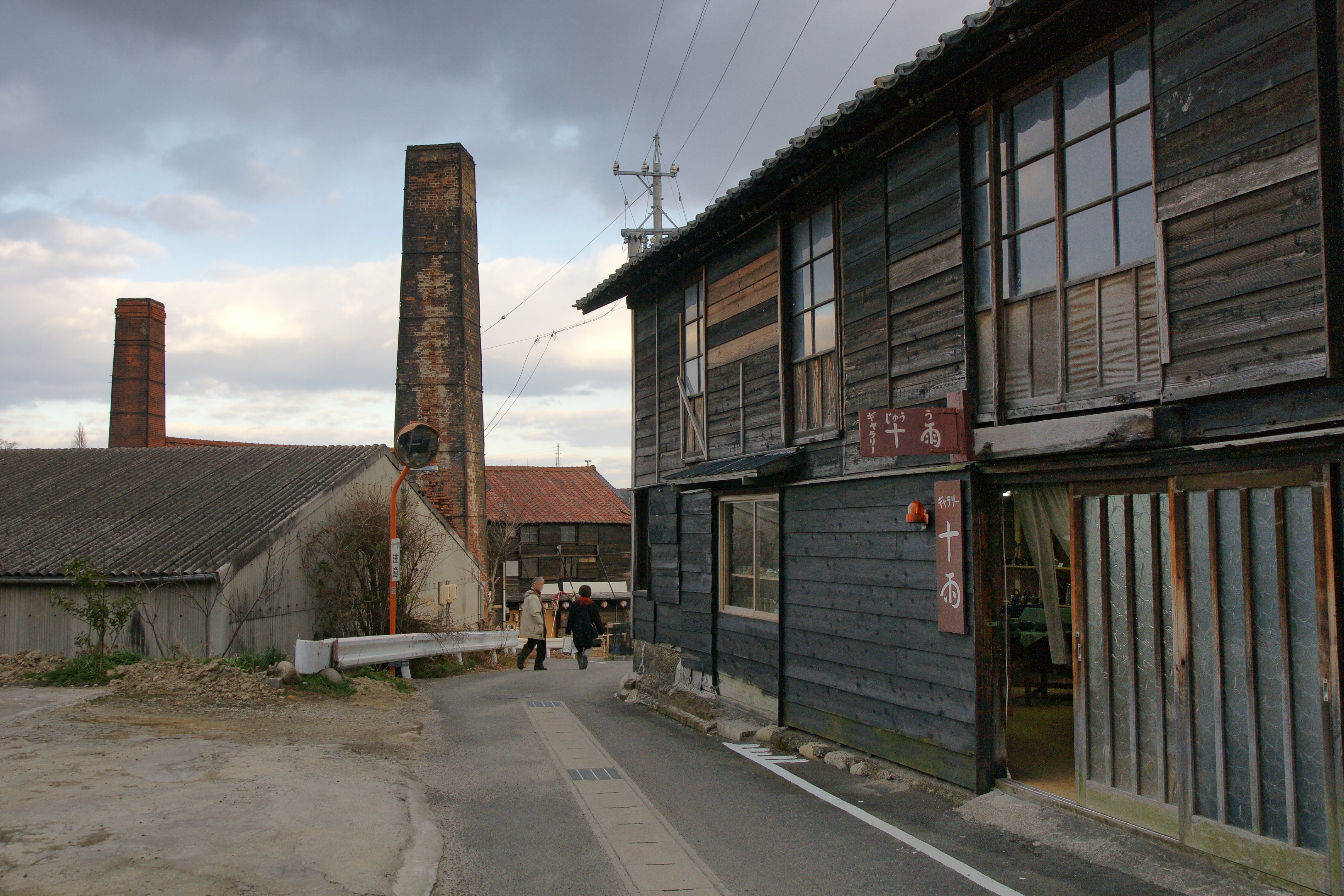
Staré pece v Tokoname